# Marina Živković (Schiedsrichterin)
Marina Živković ist eine serbische Fußballschiedsrichterin.
Seit 2017 steht Živković auf der Liste der FIFA-Schiedsrichter und leitet internationale Fußballpartien. Sie gehört zur Gruppe der UEFA-First-Category-Schiedsrichterinnen.
Živković leitete unter anderem Spiele in der Women’s Champions League, in der Qualifikation zu U-19-Europameisterschaften sowie Freundschaftsspiele.